# مرير كوتشي
مُرّير كوتشي واسمه العلمي (باللاتينية: Picris kotschyi) نوع نباتي ينتمي إلى جنس المرير من الفصيلة النجمية.

## الموئل والانتشار
موطنه بلاد الشام وتركيا.